# Katherine Freese
Katherine Freese é uma física estadunidense. Ela é conhecida por seu trabalho em cosmologia teórica na interface da física de partículas e astrofísica.